# Lluís Ribas
Lluís Ribas (El Masnou, Barcelona, 1949) es un pintor español cuyos cuadros de gran formato e hiperrealistas reflejan sobre todo la belleza de la mujer enmarcada en la naturaleza, preferentemente en el mar,
si bien también son excelentes sus retratos de la sociedad magrebí.
Estudió hasta los 18 años en la Escuela Massana de Barcelona, donde tuvo como profesores a Nel·lo, Noé y Parramón, entre otros. Sin embargo, descubrió la pintura mucho antes, con sólo nueve años, de la mano del artista José María Martínez. Además de dirigir fotonovelas y revistas de cómics, trabajó como ilustrador, fotógrafo y diseñador gráfico antes de, desde 1975, dedicarse exclusivamente a la pintura.

## Trayectoria artística
Ha realizado un centenar de exposiciones individuales, además de numerosas colectivas y ha participado en varias ferias de arte, entre las que destacan InterArte (Valencia), Arco (Madrid), EuropArt (Ginebra), Brocanters i Galeristes (Palma de Mallorca), EuroAntica (Palma de Mallorca) y ArtExpo (Barcelona). Además, su obra figura en importantes colecciones privadas de Europa, Estados Unidos, Japón y Canadá. 
Ribas aparece referenciado en varios diccionarios de arte contemporáneo: Guía del Arte, Diccionario Enciclopédico Ràfols, Enciclopedia Pintores Catalanes, Arte Español, Annuaire de l'Art International y Enciclopedia de Artistas Contemporáneos.
Desde 1995 dispone de su propia galería, Espai Lluís Ribas, en el centro de San Cugat del Vallés (Barcelona), ciudad en la que ha realizado numerosas iniciativas artísticas, como la creación de un club de amigos del arte o el impulso a premios de pintura para artistas noveles. También dispone de un estudio de pintura en la comarca catalana del Ampurdán y en Mallorca, de donde obtiene la luz mediterránea que inunda sus cuadros, en los que domina hasta el virtuosismo los blancos y las transparencias.

## Últimos proyectos
En 1998, la prestigiosa firma Wally Findlay Galleries se interesa por su obra y, en el mismo año, firma un contrato en exclusiva para EE. UU. De hecho, sus dos últimos grandes proyectos están vinculados a estas galerías. En enero del 2007 expone su colección Ninfas en la Wally Findlay de Palm Beach (Florida, EE. UU.). A finales del 2005 y principios del 2006 realizó una ambiciosa exposición itinerante: Le Maroc de Lluís Ribas, que viajó de Sant Cugat a Nueva York (EE. UU.) y Rabat (Marruecos) en un triángulo de unión de culturas muy diferentes.